# Château des Brouillards
Château des Brouillards je bývalý letohrádek z 18. století. Nachází se v Paříži na adrese 13, rue Girardon.

## Poloha
Stavba se nachází na rohu Place Dalida a Allée des Brouillards a pokračuje až na Place Constantin-Pecqueur.

## Historie
Biskup svatý Diviš byl na Montmartru sťat někdy v letech 250-270 spolu s knězem Rustikem a jáhnem Eleutheurem. Podle legendy biskup vzal hlavu do dlaní, aby ji umyl u kašny, která se nacházela na pozemku poblíž Square Suzanne-Buisson, kde byl později postaven Château des Brouillards.
Na plánu Paříže od Alberta Jouvina de Rochefort (1672) zachycujícím kopec Montmartre se vine cesta, ze které se stala Rue des Brouillards (od roku 1867 Rue Girardon). V roce 1772 koupil Legrand-Ducamjean, právník pařížského parlamentu na Rue des Brouillards pozemek o rozloze 7000 m2, na kterém byly vinice, statek a ruiny mlýna ze 17. století, který později sloužil jako lis. Nechal zbořit mlýn a postavit zde letohrádek v dobovém stylu s hospodářskými budovami. Vše pak prodal v předvečer Francouzské revoluce v roce 1789.
Za Únorové revoluce v roce 1848 se v zámku scházel republikánský klub pod vedením Léona Chautarda, který žil na Montmartru se svou ženou Clémentine Colas. Byl účetním a redaktorem novin La Révolution, předsedou Republikánského klubu a členem Společnosti lidských práv (Société des droits de l'homme).
Gérard de Nerval pobývající na Montmartru od března do listopadu 1841 na psychiatrické klinice doktora Esprita Blanche (1796-1852), napsal o zámku několik řádků.
V roce 1850 byly hospodářské budovy strženy, aby uvolnily místo pro ateliéry, které osídlili umělci Théophile Alexandre Steinlen, Kees Van Dongen a Amedeo Modigliani. V roce 1889 Auguste Renoir a jeho oblíbená modelka Aline Charigot (1859-1915), kterou si vzal 14. dubna 1890, se usadili v domě č. 4 v Allée des Brouillards, do kterého se pak vstupuje branou 13, rue Girardon. Dne 15. září 1894 se tam narodil jejich druhý syn, budoucí filmař Jean Renoir a strávil zde svá raná léta.
Francouzský herec André-Joseph Salis (1848-1903), který se stal významnou postavou bohémského života na Montmartru a Pigalle, občas zval na návštěvu Renoira, jehož rodina se zde usadila. Mezi sousedy patřil Paul Alexis, přírodovědec, spisovatel, jehož dcera Paule se objevuje na některých obrazech Augusta Renoira. Na návštěvy přicházeli Georges Rouault, Jean Cocteau a jiní. V roce 1897 rodina Renoirových areál opustila.
Pozemek byl poté opuštěný a tak si zde bezdomovci, drobní zloději a jiní stavěly chatrče. V roce 1878 na místě bývalé mlékárny na panství otevřel výrobce lamp Kirschbaum podnik Feuillée, který navštěvovali např. Victor Hugo, Léon Gambetta nebo Joris-Karl Huysmans. Podnik byl přejmenován na Petit Moulin-Rouge, poté zkrachoval byl prodán v roce 1886.
Léon Bloy bydlel v domě č. 3 v letech 1904 až 1905.
Ruiny v roce 1920 koupil Victor Perrot (1865-1963), který získal povolení k úpravě Avenue Junot, aby zachránil panství. Allée des Brouillards zde vedla od roku 1929. Perrot provedl obnovu zámku v letech 1922-1926 a také zde zavedl elektřinu. Po finančních potížích od něj v roce 1928 koupil polovinu panství generál Barthélémy Joseph Alexandre Piraud (1880-1958). Poté zámek koupil a znovu zrekonstruoval houslista Marius Casadesus (1892-1981), přičemž v majetku rodiny už zámek zůstal.

## Zámek na obrazech

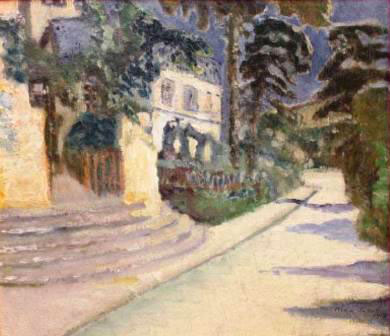
Max Jacob, Château des Brouillards (1918), Musée de Montmartre.
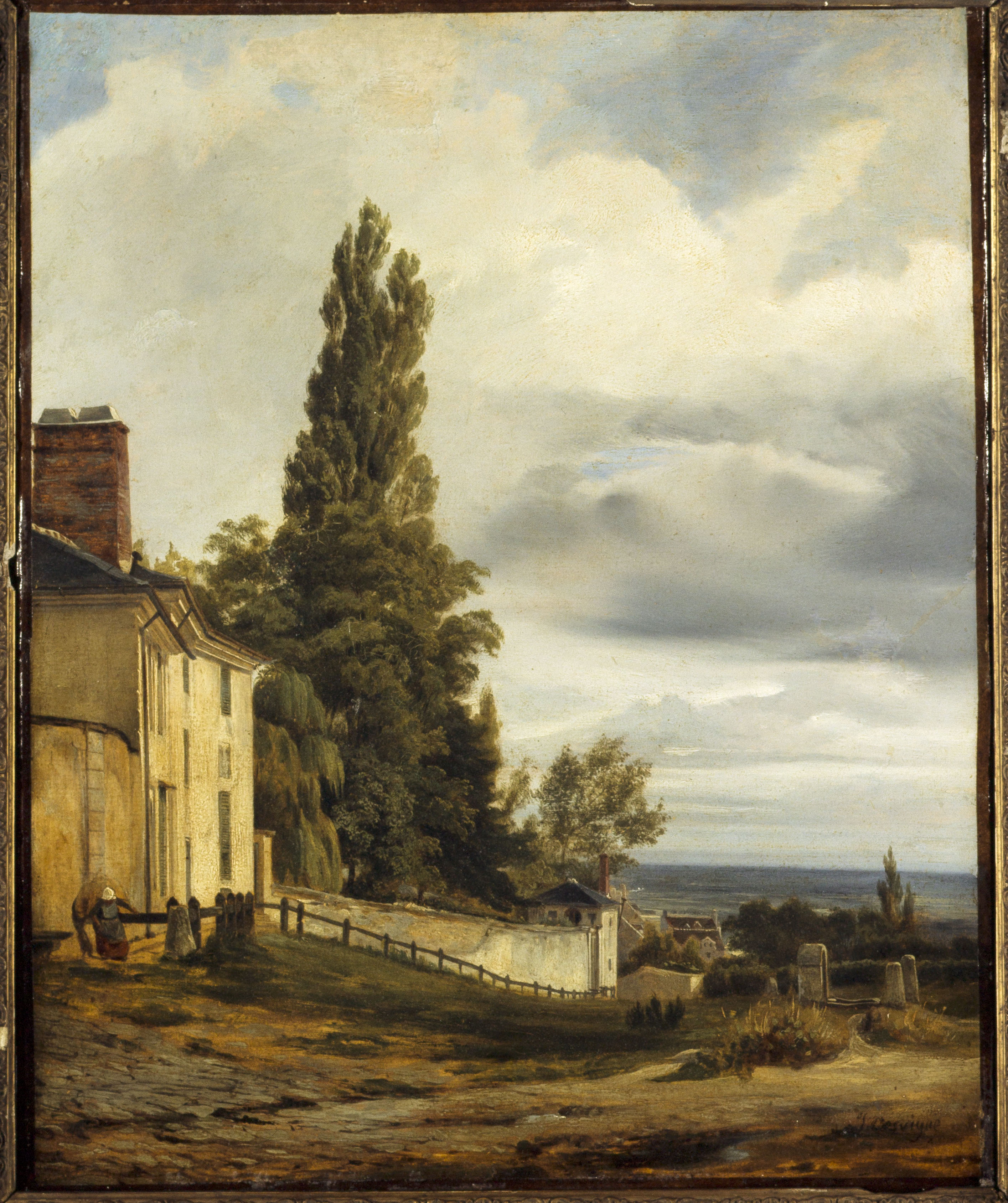
J. Desvigne, Château des Brouillards, napajedlo a fontána But, na Montmartru (1840), Musée Carnavalet.
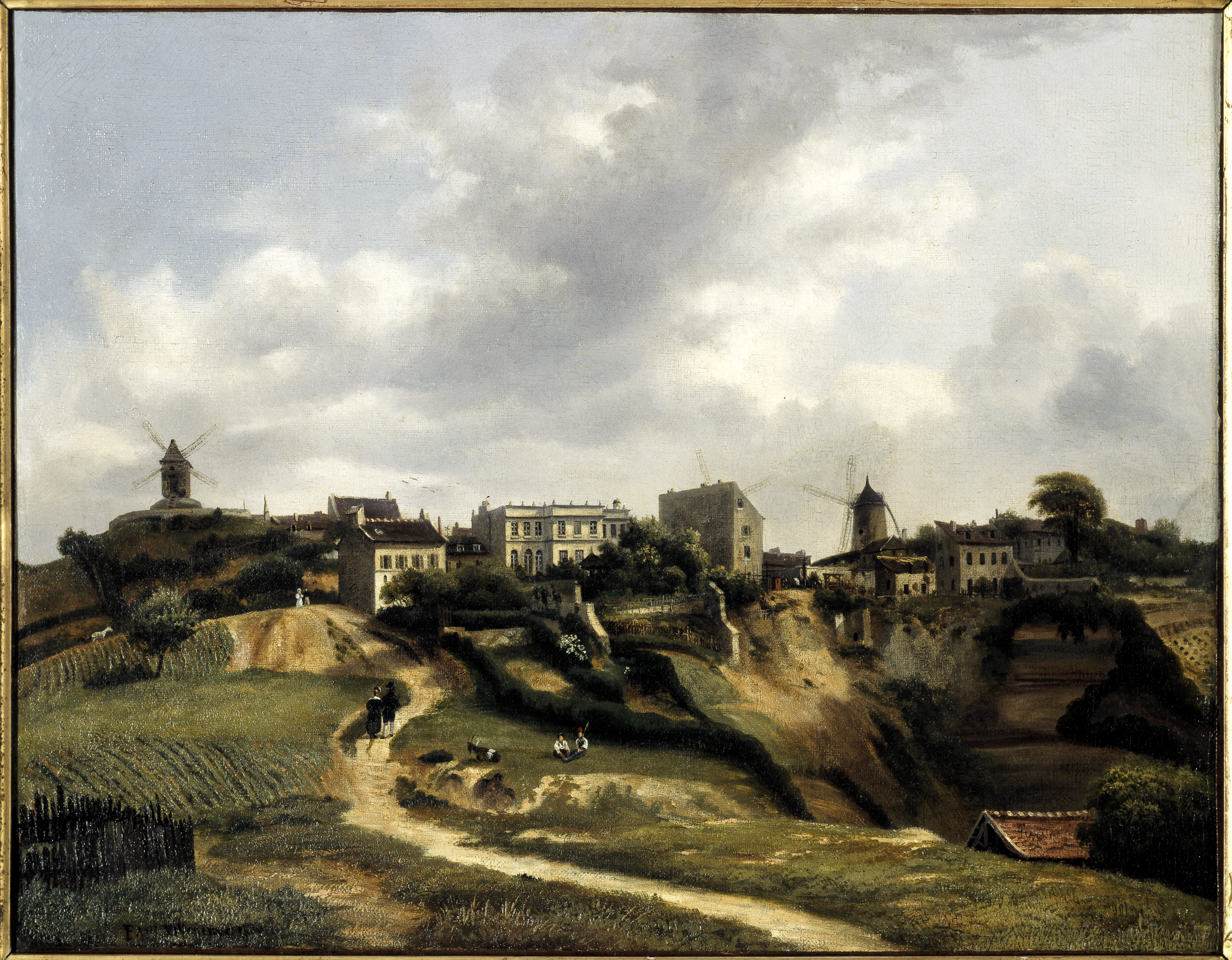
Paul Glon Villeneuve, Pohled na Montmartre (1834),, Carnavalet Museum. Uprostřed obrazu lze rozeznat Château des Brouillards; vlevo mlýn Radet a vpravo mlýn Blute-Fin.